# They Call Us the Au Go-Go Singers
| Recensione | Giudizio |
| ---------- | -------- |
| AllMusic   |          |

They Call Us the Au Go-Go Singers è un album discografico del primo gruppo importante (Au Go-Go Singers) in cui militava Stephen Stills (e Richie Furay), pubblicato dall'etichetta discografica Roulette Records nel 1964.

## Tracce
Lato A
1. San Francisco Bay Blues – 2:07 (Jesse Fuller)
2. What If – 3:11 (Miller, Fischoff, Fox)
3. Gotta Travel On – 2:30 (Paul Clayton, Larry Ehrlich, Dave Lazar, Tom Six)
4. Pink Polemoniums – 2:04 (Hoffman, Manning)
5. You Are There – 2:06 (Colicchio, Foster, Brasselle)
6. Oh Joe Hannah – 2:02 (John Stewart)

Durata totale: 14:00
Lato B
1. Miss Nellie – 1:59 (Ed E. Miller, Bert Carroll)
2. High Flying Bird – 2:33 (Billy Wheeler)
3. What Have They Done the Rain – 2:21 (Malvina Reynolds)
4. Lonesome Traveler – 2:00 (Lee Hays)
5. Where I'm Bound – 2:50 (Tom Paxton)
6. This Train – 2:06 (Tradizionale, arrangiamento di Bert Carroll)

Durata totale: 13:49

## Musicisti
- Richie Furay
- Stephen Stills
- Kathy King
- Jean Gurney
- Fred Geiger
- Bob Harmelink
- Roy Michaels
- Mike Scott - contrabbasso
- Nels Gustafson[2]